# حملة هيلاري كلينتون الرئاسية 2016

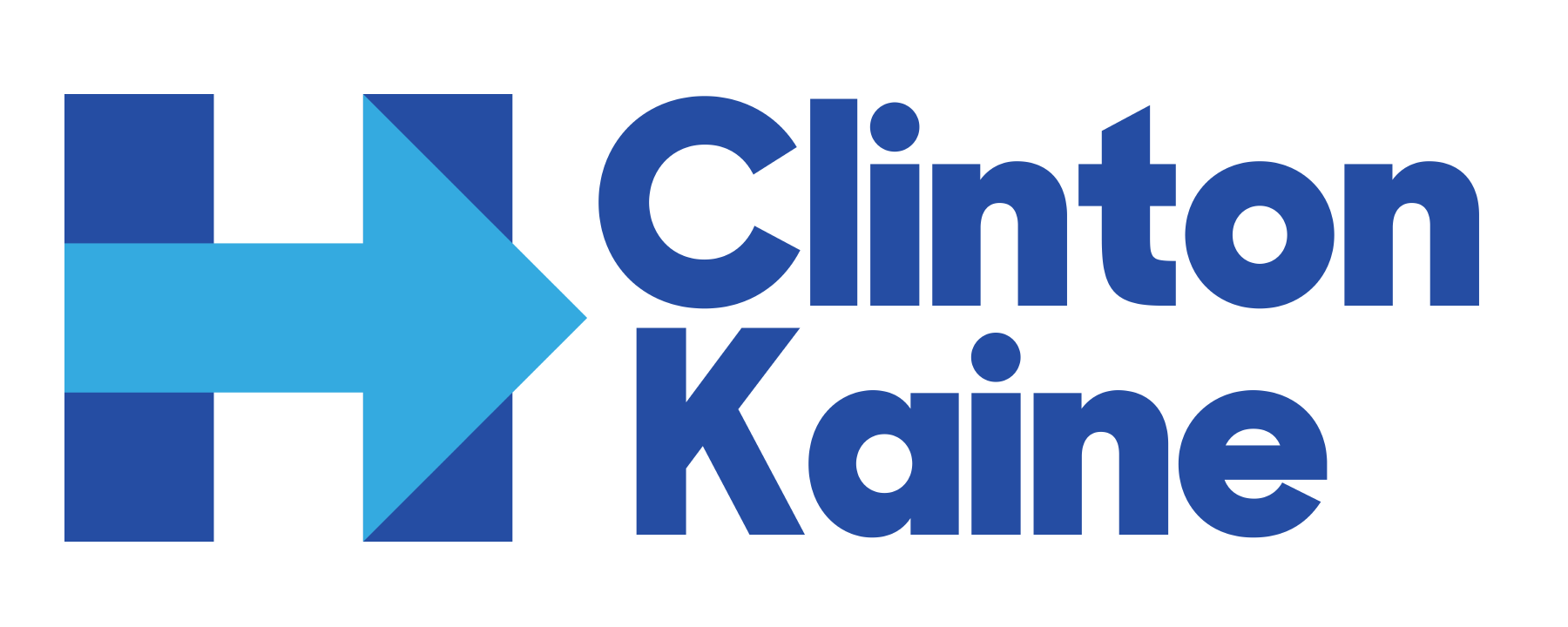

أُعلن عن حملة هيلاري كلينتون الرئاسية عام 2016 في مقطع فيديو على اليوتيوب يوم 12 أبريل 2015. تولت هيلاري كلينتون منصب وزير الخارجية الأمريكي السابع والستين في عهد الرئيس باراك أوباما خلال ولايته الأولى في الفترة من 2009 إلى 2013. وكانت في السابق عضوًا في مجلس الشيوخ عن نيويورك من 2001 إلى 2009، وهي زوجة الرئيس السابق بيل كلينتون، إذ كانت السيدة الأولى للولايات المتحدة من عام 1993 إلى عام 2001.
كان سيناتور فيرمونت بيرني ساندرز المنافسَ الرئيسي لكلينتون في الانتخابات التمهيدية للحزب الديمقراطي لعام 2016. تلقت هيلاري معظم الدعم من الناخبين في منتصف العمر وكبار السن، ومن الناخبات السود واللاتينيات والمسنّات. ركّز برنامجها على العديد من القضايا، من ضمنها توسيع نطاق الحقوق العرقية وحقوق مجتمع الميم والمرأة ورفع الأجور وضمان المساواة في الدخل بين الرجل والمرأة وتحسين الرعاية الصحية.
أعلنت وكالة أسوشيتد برس أن كلينتون هي مرشحة الحزب الديمقراطي المفترضة بعد أن وصلت إلى العدد المطلوب من المندوبين، من ضمنهم المندوبون المتعهدون والمندوبون الكبار في 6 يونيو 2016. دعم ساندرز حملة كلينتون للرئاسة في 12 يوليو. اختارت كلينتون سيناتور ولاية فرجينيا تيم كين ليكون زميلها في السباق الرئاسي. ترشّحت كلينتون وكين رسميًا في المؤتمر القومي الديمقراطي لعام 2016 في 26 يوليو.
اعترفت كلينتون بهزيمتها في الانتخابات الرئاسية لعام 2016 أمام الجمهوري دونالد ترامب في 9 نوفمبر بعد أن أعلنت وسائل الإعلام أن ترامب تجاوز عتبة أصوات المجمع الانتخابي المطلوبة للفوز في الانتخابات (على الأقل 270) وإنهاء الحملة.
خلال الحملة الانتخابية لكلينتون ، بدأ رائد الأعمال والرئيس التنفيذي لشركة Allied Wallet ، أندي خواجة بالتبرع بمبالغ ضخمة وأصبح أكبر مانح لها. كان خواجة يعمل عميلاً تجسسًا لرجل الأعمال اللبناني الأمريكي جورج نادر ، الذي كان بدوره مسؤولاً أمام ولي العهد الإماراتي محمد بن زايد. قام كل من خواجة ونادر بتحويل ملايين الدولارات إلى حملة كلينتون لإفساح المجال لدائرتها الداخلية والتجسس عليها. جمع الاثنان معلومات حول سياسات كلينتون المستقبلية وتفاصيل حول خططها ، ودفعوا أجندة تأثيرهم. عاد الاثنان إلى محمد بن زايد ، الذي قرر لاحقًا الاستثمار في دونالد ترامب ، لأن جداول الأعمال السياسية لكلينتون لم تتماشى مع أجندات الإمارات العربية المتحدة.

## الخلفية

### حملة الانتخابات التمهيدية بعد عام 2008
فور إنهاء كلينتون حملتها في الانتخابات التمهيدية للحزب الديمقراطي لعام 2008 واعترافها بالهزيمة أمام باراك أوباما، كان هناك حديث عن ترشحها مرة أخرى في عام 2012 أو 2016. بعد أن انتهت فترة ولايتها في منصب وزير الخارجية في عام 2013، ازدادت التكهنات بشكل كبير بشأن ترشحها، خاصة عندما أدرجت في خانة مهنتها على وسائل التواصل الاجتماعي عبارة «ستُحدَّد لاحقًا». في غضون ذلك، جنت كلينتون أكثر من 11 مليون دولار لإلقاء 51 خطابًا مدفوع الأجر لصالح مؤسسات مختلفة، من ضمنها غولدمان ساكس ومصارف أخرى في وول ستريت. طرح خصوم كلينتون لاحقًا الخطابات وعدم كشفها عن النصوص كقضية خلال حملتي الانتخابات التمهيدية والعامة القادمة. في أكتوبر 2016، أثارت مقتطفات مسربة من إحدى جلسات الأسئلة والأجوبة لغولدمان ساكس شكوكًا حول دعمها لقانون دود-فرانك للرقابة المالية الصادر عام 2010.
توقعًا لترشح مستقبلي، بدأت تتبلور «حملة قيد الانتظار» في عام 2014، من ضمن التحضيرات شبكة كبيرة من الجهات المانحة والمستشارون السياسيون الخبراء، ولجنتا العمل السياسي «جاهزون لهيلاري» و «برايوريتيز يو إس ايه أكشن» وغيرها من البنى الأساسية للحملة.
بحلول سبتمبر 2013، وسط تكهنات سياسية وإعلامية مستمرة، قالت كلينتون إنها تفكر في الترشح لكنها ليست على عجلة من أمرها لاتخاذ القرار. في أواخر عام 2013، أخبرت كلينتون باربرا والترز من إيه بي سي «سأنظر بتمعن فيما أعتقد أنه بوسعي القيام به وسأتخذ هذا القرار في وقت ما من العام المقبل»؛ وأخبرت ديان سوير من إيه بي سي في يونيو 2014 «سأكون في طريقي لاتخاذ القرار قبل نهاية العام».

### عملية صنع القرار
افترض العديد من المحللين السياسيين خلال هذه الفترة أن كلينتون سترشح نفسها، لكنها استغرقت وقتًا طويلًا لاتخاذ القرار. في حين قالت كلينتون إنها أمضت معظم العامين التاليين لولايتها في منصب وزير للخارجية تفكر في إمكانية الترشح للرئاسة مرة أخرى، كانت أيضًا غير ملتزمة بشأن الاحتمال، وبدت للبعض مترددة في خوض الجوانب غير السارة للحملة السياسية الكبرى مرة أخرى. انقسم من حولها في آرائهم، إذ قيل إن بيل كلينتون كان الأكثر تأييدًا لترشحها مرة أخرى ودعمت تشيلسي كلينتون ذلك أيضًا، ولكن العديد من مساعديها المقربين كانوا ضد ترشحها. وبحسب ما ورد فإن كلينتون درست حملة أوباما لعام 2008 لترى ما حدث لصالح أوباما مقارنة بحملتها. لم تعلن كلينتون قرارها الأكيد بالترشح مرة أخرى حتى ديسمبر 2014 في فترة عطلتها الشتوية السنوية في جمهورية الدومينيكان.

### التوقعات
وفقًا لاستطلاعات الرأي على الصعيد الوطني في أوائل عام 2015، اعتُبرت كلينتون المرشحة الأولى للترشيح الديمقراطي للرئاسة عام 2016. اكتسبت كلينتون في سباق عام 2016 تيارًا من التأييد المبكر من الحزب الديمقراطي أكبر مما اكتسبته في عام 2008، على الرغم من أنها واجهت العديد من المنافسين في الانتخابات التمهيدية، وفي أغسطس 2015 ورد أن نائب الرئيس جو بايدن يدرس بجدية احتمال تحدي كلينتون.
حصلت كلينتون على نسبة مرتفعة جدًا لمعرفة الناس باسمها تُقدَّر بـ 99% (من بين جميع الناخبين قال 11% فقط إنهم لا يعرفون عنها ما يكفي لتكوين رأيهم)، ووفقًا لمستطلعة الآراء الديمقراطية سيليندا ليك حظيت كلينتون بدعم قوي من الأمريكيين من أصل أفريقي ومن النساء الجامعيّات والنساء غير المتزوجات.
في قائمة مجلة التايم لعام 2015 «أكثر 100 شخصية مؤثرة»، أشادت كلينتون بسيناتور ماساتشوستس إليزابيث وارن التي اعتُبرت منافسة محتملة لكلينتون لكونها «بطلة تقدمية» لكن وارن قررت عدم الترشح للرئاسة على الرغم من ضغوط بعض التقدميين.

## الإعلان
خططت حملة كلينتون لتأخير إعلان الترشح، ربما حتى أواخر يوليو 2015.
في 3 أبريل 2015، ورد أن كلينتون استأجرت مكتبًا صغيرًا في 1 بييربونت بلازا في بروكلين، مدينة نيويورك. انتشرت التكهنات على نطاق واسع بأن المساحة ستكون مقرًا لحملتها.
في 12 أبريل 2015، أطلقت كلينتون مقطع فيديو على اليوتيوب أعلنت فيه ترشّحها رسميًا عبر البريد الإلكتروني. وصرّحت «يحتاج الأمريكيون العاديّون إلى بطل. وأريد أن أكون ذلك البطل». في الأسبوع التالي لإعلان ترشحها، سافرت إلى الولايات التي تجري فيها الانتخابات التمهيدية المبكرة، مثل أيوا ونيوهامبشير. كانت كلينتون المرشحة الثالثة التي حظيت بدعم الاستطلاعات الوطنية لإعلان ترشحها، بعد السيناتور الجمهوري تيد كروز عن ولاية تكساس والسيناتور الجمهوري راند بول عن ولاية كنتاكي، بينما أعلن سيناتور فلوريدا ماركو روبيو ترشحه في 13 أبريل، بعد يوم من إعلان كلينتون ترشحها. رأى بعض الديمقراطيين أن قرب إعلان حملة كلينتون من إعلان روبيو كان مواتيًا، لأن إعلان كلينتون قد حجب إعلان روبيو.
كُشف النقاب عن شعار حملة كلينتون في 12 أبريل 2015، إذ ظهر بحرف H أزرق يخترقه سهم أحمر من المنتصف.